# La Flèche bleue
Ne doit pas être confondu avec Flèche bleue.
Pour plus de détails, voir Fiche technique et Distribution.
La Flèche bleue (La freccia azzurra) est un film de Noël d'animation italo-helvéto-germano-luxembourgeois réalisé par Enzo D'Alò et sorti en Italie en 1996.
Le film, utilisant la technique du dessin animé en deux dimensions, s'inspire librement du roman éponyme de l'écrivain italien Gianni Rodari, lui-même inspiré de la légende de la Befana. C'est le premier long métrage produit par le studio italien Lanterna Magica.

## Synopsis
Chaque année, quelques jours après la tournée du père Noël, la bienfaisante fée Befana, sillonnant le ciel sur son balai, apporte d'autres cadeaux aux enfants d'Italie le 6 janvier, jour de l'Épiphanie. Une année, la fée Befana tombe malade et ne peut assurer elle-même sa distribution de cadeaux : elle doit confier sa tâche au louche docteur Scarafoni. Mais les jouets qui doivent être distribués ce soir-là savent que Scarafoni n'a aucune intention de distribuer les cadeaux : il compte les revendre aux enchères. Les jouets eux-mêmes doivent alors déjouer ses machinations et s'assurer que la nuit de Noël se passera bien. Parmi ces jouets, la Flèche bleue, un petit train électrique, est bien décidé à arriver lui-même jusqu'à la maison de Francesco, l'enfant à qui il est destiné.

## Fiche technique
- Titre : La Flèche bleue
- Titre original : La freccia azzurra
- Titres anglais : The Blue Arrow (Grande-Bretagne), How the Toys Saved Christmas (États-Unis)
- Réalisation : Enzo D'Alò
- Scénario : Enzo D'Alò, Umberto Marino, d'après le roman La freccia azzurra de Gianni Rodari
- Musique originale : Paolo Conte, Jack Maeby
- Technique d'animation : dessin animé (2D)
- Montage : Rita Rossi
- Productrice exécutive : Maria Fares
- Sociétés de production : Alpha-Film (II), Lanterna Magica, Monipoly Productions
- Distribution : Buena Vista Pictures (États-Unis, doublage), Miramax Films (États-Unis, tous supports), Kinowelt Filmverleih (Allemagne), Gebeka Films (France)
- Pays :  Italie,  Suisse,  Allemagne,  Luxembourg
- Langue : italien
- Durée : 90 minutes
- Format : couleur, 35 mm
- Son : stéréo
- Dates de sortie : 
  -  Italie : 1996
  -  Allemagne : 5 décembre 1996
  -  France : 3 décembre 1997

## Doublages
| - Lella Costa : La Befana - Dario Fo : Scarafoni - Vittorio Amandola : Capitan Mezzabarba - Pino Ammendola : Matita blu e matita verde - Vittorio Battarra : Capostazione - Monica Bertolotti : Spicciola - Fabio Boccanera : Lesto - Rodolfo Bianchi : Generale - Marco Bolognesi : Don Juan - Rino Bolognesi : Penna d'argento - Giorgio Borghetti : Arturo - Marco Bresciani : Pilote - George Castiglia : Aristide - Daniela Cavallini : Silvana - Mary Tyler Moore : Granny Rose (la Befana) - Tony Randall : M. Grimm (Scarafoni) - Sonja Ball : Jingles - Thor Bishopric : Pilote - Michael Caloz : Christopher (Francesco) - Mark Camacho : Rascal, Rosco - Maggie Castle : Polly - Bruce Dinsmore : M. Potter, Red Pencil - Richard Dumont : Conducteur, skipper - Holly Frankle : Holly - Susan Glover : Alfred - Arthur Holden : le conducteur de train - Gary Jewell : la statue, le magicien - Rick Jones : le canard, le général Lajoie - Walter Massey : M. Tinker - Joanna Noyes : la femme de ménage, le vendeur de tickets - Michael Rudder : Théodore ; l'homme du train - Terrence Scammell : le chef ; Green Pencil - Neil Shee : le père noël - Jane Woods : Milford - Alain Louis : narrateur - Nicole Shirer : Befana - Emmanuel Liénart : Scarafoni - Maxime Pistorio : Francesco - Patricia Houyoux : Victor - Sylvain Goldberg : Speedy - Olivier Cuvellier : Walter - Jean-Daniel Nicodème : Plume d'Argent - Robert Guilmard : Demi-Barbe - Daniel Dury : le magicien - Fabienne Loriaux : Barbara |

## Production
La Flèche bleue est le premier long métrage produit par le studio Lanterna Magica, en collaboration avec le studio luxembourgeois Monipoly Productions et le studio suisse Fama Film AG.

## Récompenses
La bande originale du film, composée principalement par Paolo Conte, remporte deux récompenses en 1997 : le prix David di Donatello de la Meilleure musique, et le Ruban d'argent de la meilleure musique décerné par le Syndicat national italien des journalistes de cinéma. Ce même syndicat décerne au film un Ruban d'argent spécial pour un film d'animation produit en Italie.

## Disponibilité en vidéo
Aux États-Unis, le film sort directement en cassette vidéo en 1997 sous le titre How the Toys Saved Christmas ; il est distribué par Buena Vista Home Video. Plusieurs personnages sont renommés à l'occasion du doublage américain : la Befana est renommée Granny Rose, Scarafoni est appelé M.. Grimm et Francesco est renommé Christopher Winter.
En France, La Flèche bleue est éditée en cassette vidéo VHS par TF1 Vidéo en 1998. Le film est ensuite édité en DVD zone 2, toujours par TF1 Vidéo, en 2002, dans une édition incluant seulement la version française, qui comprend la bande annonce du film ainsi qu'un jeu.